# Stéphane Richard
Stéphane Richard (Bordeaux, ngày 24 tháng 8 năm 1961) là một doanh nhân người Pháp.
Ông là doanh nhân người Pháp, giữ chức vụ CEO và chủ tịch mạng điện thoại di động toàn cầu Orange từ năm 2011. Vào tháng 12 năm 2021, ông từ chức cả hai vị trí chủ tịch và giám đốc điều hành của tập đoàn và sẽ được thay thế vào ngày 31 tháng 1 năm 2022.

## Sự nghiệp
Là con trai của một kỹ sư khai thác mỏ và cháu trai của một người chăn cừu, Richard sinh ra ở Caudéran thuộc tỉnh Gironde của Aquitaine (tây nam nước Pháp), vào ngày 24 tháng 8 năm 1961. Ông học tại HEC Paris và tại Trường Hành chính quốc gia ở Strasbourg.
Richard làm giàu nhờ tham gia vào thương vụ mua lại Nexity, một công ty con phát triển bất động sản của Compagnie Générale des Eaux, tập đoàn mà ông gia nhập năm 1992.
Từ năm 2007 đến 2009, Richard là chánh văn phòng của Christine Lagarde, lúc đó là Bộ trưởng Bộ Kinh tế, Công nghiệp và Việc làm Pháp.
Richard gia nhập Orange vào tháng 9 năm 2009, trở thành phó giám đốc điều hành. Ông được bổ nhiệm làm Giám đốc điều hành của Orange S.A. vào ngày 1 tháng 3 năm 2011. Năm 2019, Orange đã bỏ phiếu gia hạn nhiệm vụ của mình. Là một CEO nổi tiếng, Richard được ghi nhận là người đã cải thiện doanh thu và thị phần trong thị trường viễn thông cạnh tranh của Pháp cũng như khôi phục quan hệ với các công đoàn sau làn sóng tự tử làm rung chuyển công ty.
Cuối năm 2021, Richard tuyên bố ý định tiếp tục giữ chức vụ này nhiệm kỳ thứ tư sau khi hết nhiệm kỳ vào tháng 5 năm 2022. Khi ông bị kết án một năm tù treo trong một vụ lừa đảo ở Pháp không liên quan đến công ty, bị đưa ra xét xử. ông từ chức vào tháng 11 năm 2021.
Vào tháng 11 năm 2021, ông bị kết tội đồng lõa gian lận và lạm dụng công quỹ trong vụ kiện trọng tài Crédit Lyonnais và tuyên bố sẽ từ chức Giám đốc điều hành của Orange S.A..

## Sự công nhận
Richard đã được trao tặng Bắc Đẩu Bội tinh vào năm 2006.